# Gospel im Osten
Gospel im Osten, kurz: GiO, ist ein 2005 in Stuttgart gegründeter und u. a. für seine Größe bekannter Gospelchor und Projektchor. Der Name bezieht sich auf den Stuttgarter Osten als Gründungs- und Wirkungsort. Chorleiter ist Thomas Dillenhöfer.

## Chor

### Geschichte
Gospel im Osten entstand in der Evangelischen Heilandsgemeinde in Stuttgart-Ost auf eine Initiative des Gemeindepfarrers Albrecht Hoch, der sich eine neue, einladende Musikarbeit für seine Gemeinde wünschte. Thomas Dillenhöfer, damals auch Chorleiter von nu company, übernahm die Leitung, Pianist Alexander Pfeiffer die musikalische Begleitung und Bandleitung.

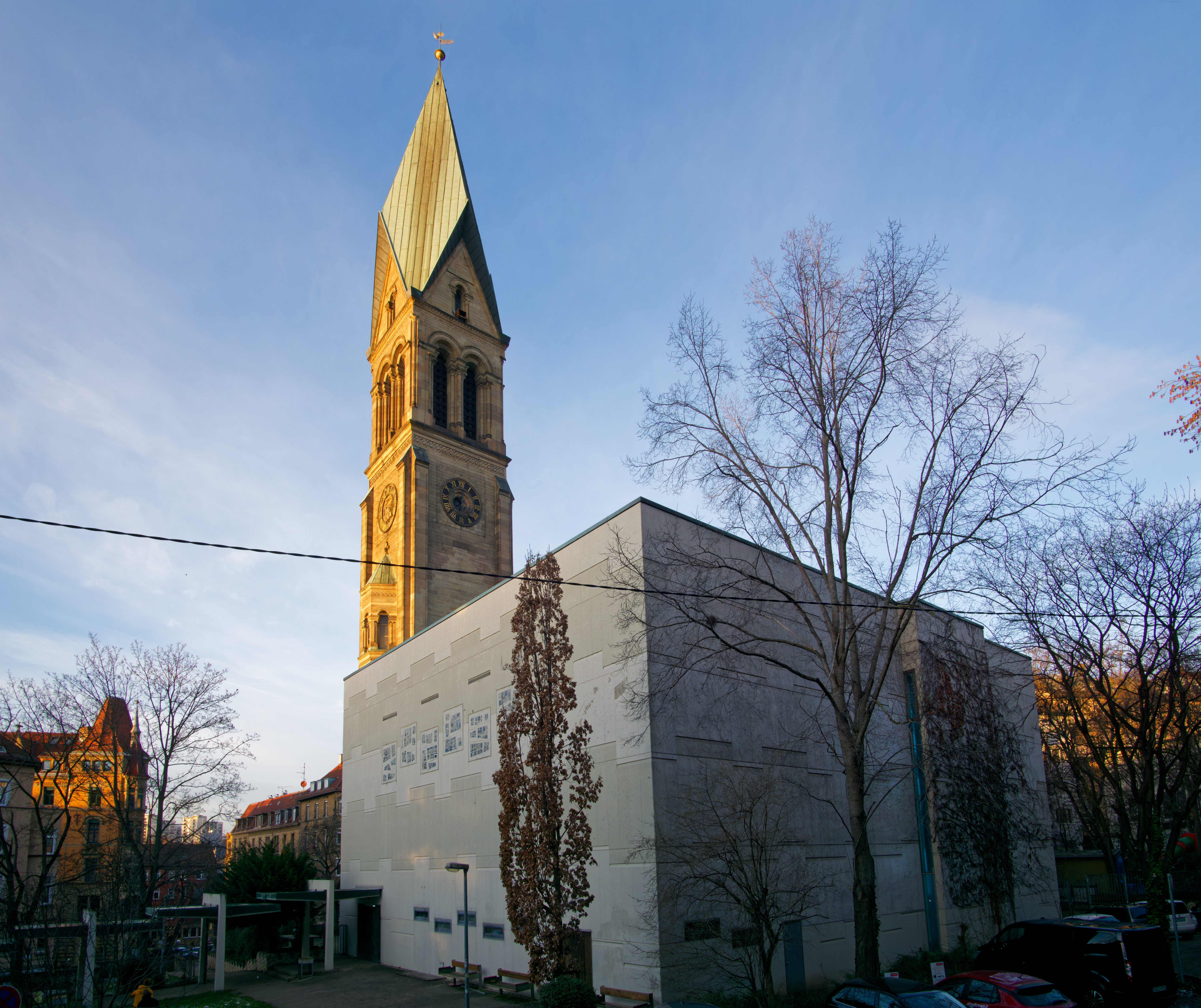
Friedenskirche in Stuttgart

Zur ersten Probe im April 2005 kamen zirka 30 Sängerinnen und Sänger. Innerhalb von zehn Jahren stieg die Teilnehmerzahl um das Zehnfache an. Parallel entstanden verschiedene Aktivitäten und Nebenprojekte. Im Jahr 2016 versammelte Gospel im Osten zu jedem seiner Vierteljahresprojekte zwischen 400 und 500 Stimmen und gehört zu den „größte[n] Chöre[n] seiner Art in ganz Deutschland“. Da die Heilandskirche maximal 300 Menschen Platz bietet, wich der Chor aufgrund des ungebremsten Wachstums ab September 2014 für Proben und Konzerte auf die Friedenskirche (ebenfalls Stuttgart-Ost) aus. Dort findet seit März 2015 auch der von GiO veranstaltete monatliche Gospelgottesdienst „GospelHaus“ mit dem Ludwigsburger Religionspädagogen Siegfried Zimmer statt. Im März 2020 feierte dieses Gottesdienstformat sein 5-jähriges Jubiläum. Seit 1. Januar 2016 ist die Evangelische Gesamtkirche Stuttgart Hauptträger der Chorarbeit.
Mit den Projektabschlusskonzerten „PrimeTime“, „AbendGospel“ und „MorgenGospel“ sowie Teilnahmen an Stuttgarter Großveranstaltungen wie dem Deutschen Evangelischen Kirchentag 2015 oder dem Chorfest 2016 ist Gospel im Osten zu einer festen Größe in der städtischen Kultur- und Kirchenmusiklandschaft geworden. Eigens von GiO ins Leben gerufene Gospelmusik-Events wie die internationale Chorwoche „Time to celebrate“ 2013 mit rund 500 Teilnehmern oder das Gospel-Wochenendfestival „GospelOpen“ 2016 steigerten den Bekanntheitsgrad der Chorarbeit weiter. Mit Konzertreisen nach Chile, Dänemark, Rumänien und in die Schweiz macht GiO auch im Ausland auf sich aufmerksam. Im Jahr 2017 erfolgte die zweite Studio CD-Aufnahme My World Needs You und wurde auf einer bunten Releaseparty mit vielen musikalische Gästen gefeiert. Die erste Eigenkomposition Songs from Messiah wurde in der Stuttgarter Friedenskirche 2019 uraufgeführt. Georg Friedrich Händels bekanntestes Werk Der Messias wurde in aktuellen Gospel- und Worship-Stilen und für großen Chor und großer Band neu komponiert und interpretiert. Eine Live-CD-Produktion von Songs from Messiah mit Auftritten aus dem Advent 2019 erschien im Dezember 2020. Aufgrund der Corona-Pandemie musste Gospel im Osten von 2019 bis 2022 mit großen Konzerten pausieren. Seit 2023 probt Gospel im Osten wieder mit über 500 Sängerinnen und Sängern in der Friedenskirche und konnte an die Zeit vor der Corona-Pandemie anknüpfen. Neben Konzerten in der Friedenskirche waren Konzerthöhepunkte zwei Open-Air-Konzerte 2023 und 2024 vor dem Schloss Solitude in Stuttgart vor über 3.000 Zuschauern. 
Im Jahr 2025 feiert Gospel im Osten sein 20-jähriges Bestehen. Große Jubiläumsfeierlichkeiten fanden Ende Mai 2025 unter dem Motto „United by Gospel“ in Stuttgart statt. Alle Partnerchöre aus Deutschland, aus der Schweiz und Chile waren zu Gast in Stuttgart. Gemeinsame Chorproben mündeten in ein großes Jubiläumskonzert mit 1.000 Sängerinnen und Sänger in der MHPArena in Ludwigsburg. Weitere Highlights waren ein Gospelfestival auf dem Schillerplatz und eine Flashmob-City-Tour in der Innenstadt von Stuttgart.

### Höhepunkte (Auswahl)
- Jährliches Open-Air-Adventskonzert AdventsGospel im Alten Schloss Stuttgart
- Juni 2013: Veranstaltung des internationalen Chöretreffens "Time to celebrate" in Stuttgart mit über 500 Teilnehmenden aus Deutschland, Schweiz und Chile und Konzerten in der Liederhalle Stuttgart und der Stadthalle Reutlingen
- 1. Dezember 2013: Gospelkonzert zum 100-jährigen Geburtstag der Heilandskirche mit ca. 340 Sängerinnen und Sängern
- 19. Juli 2014: Open-Air-Konzert PrimeTime vor der Stuttgarter Villa Berg mit ca. 350 Sängerinnen und Sängern
- 2. Dezember 2014: Benefizkonzert zugunsten der Bahnhofsmission in der Stuttgarter Domkirche St. Eberhard
- Januar 2015: Teilnahme an der internationalen Chorwoche Joy in Santiago de Chile (Organisation durch den Partnerchor Santiago Gospel)
- 15. März 2015: GospelHaus-Premiere mit Projektchor und über 700 Besuchern
- 4. Juli 2015: Open-Air-Konzert PrimeTime vor der Stuttgarter Villa Berg mit ca. 400 Sängerinnen und Sängern
- 28. November 2015: Gospelkonzert PrimeTime im Tiefenhörsaal der Universität Stuttgart mit etwa 250 Stimmen
- 29. Mai 2016: Konzert beim Stuttgarter Chorfest in der Liederhalle Stuttgart
- Juli 2016: Veranstaltung des Festivals GospelOpen an verschiedenen Orten in Stuttgart und mit gesamt rund 3.000 Besuchern (Schätzung)
- Juni 2017: Teilnahme am internationalen Gospelchortreffen Mighty Wind in St. Gallen
- 21. Oktober 2017: CD Release Party Gospel im Stahlwerk
- April 2018: Konzertreise zu einem Gospelfestival nach Kopenhagen mit Auftritt im Tivoli
- 16. Juni 2018: Projektabschlusskonzert in der Liederhalle Stuttgart mit 2000 Besuchern
- 19. Juli 2018: Auftritt der GiO Small Edition mit Jamie Cullum bei den Jazz Open Schlossplatz, Stuttgart
- 29. November 2019: Uraufführung Songs from Messiah in der Friedenskirche Stuttgart
- Dezember 2020: CD Release Songs from Messiah
- 2019–2022: Konzertpause aufgrund der Corona-Pandemie
- 3. Juli 2022: Open-Air-Konzert PrimeTime vor der Stuttgarter Villa Berg
- 8. Juli 2023: Open-Air-Konzert vor Schloss Solitude in Stuttgart
- Dezember 2023: Aufführung Songs from Messiah (erweiterte Version) in der Friedenskirche in Stuttgart
- 13. Juli 2024: Open-Air-Konzert vor Schloss Solitude in Stuttgart mit über 500 Sängerinnen und Sängern
- 17. Dezember 2024: Adventskonzert im Hegelsaal der Liederhalle in Stuttgart
- 28. Mai – 1. Juni 2025: Gastgeber internationales Gospelchortreffen United by Gospel zum 20-jährigen Bestehen
- 29. Mai 2025: Gospelfestival Schillerplatz, Stuttgart
- 31. Mai 2025: Jubiläumskonzert MHPArena, Ludwigsburg

### Profil
Gospel im Osten ist ein Laien- und Projektchor. Jedes Projekt dauert zirka ein Vierteljahr und endet mit diversen Abschlusskonzerten und -gottesdiensten. Zu jedem Projekt ist ein Einstieg für neue Teilnehmer möglich. Gospel im Osten lädt nach eigener Aussage offen und unabhängig von Vorkenntnissen, Alter und Konfession/Religion zum gemeinsamen Singen ein. Entsprechend auffällig ist die heterogene Zusammensetzung des Chors, in dem z. B. über 20 Nationalitäten vertreten seien, sowie das starke Wachstum der Formation. Das Motto des Chors lautet: Singen ist Glückssache.

### Chorarbeit und Partnerchöre
Gospel im Osten beschreibt sich selbst als Chor-, Gemeinde- und Stadtteilarbeit und wird u. a. von der Stadt Stuttgart gefördert. Um den Chor herum und aus dem Chor heraus haben sich neben dem gutbesuchten Monatsgottesdienst GospelHaus viele weitere Untergruppen, -angebote und -aktivitäten gebildet, darunter Gesprächskreise, Workshops, die Konzertgottesdienstreihe GospelLounge und diverse Freizeitangebote. Außerdem gründete und leitet Chorleiter Thomas Dillenhöfer zusammen mit anderen Musikern und Gemeinden ebenfalls schnell wachsende Partnerchöre in Waldenbuch (Gospel in St. Veit) und St. Gallen/Schweiz (Gospel im Centrum). Auch in Santiago de Chile entstand in Partnerschaft mit GiO ein Gospelchor (Santiago Gospel).
Gospel im Osten singt zeitgenössische, englischsprachige Gospelmusik bzw. moderne christliche Lobpreismusik. GiO wird bei Konzerten von einer Band aus professionellen Musikern in der Besetzung E-Piano, Schlagzeug, Gitarre, E-Bass, Posaune und Saxofon begleitet. Chorleiter Thomas Dillenhöfer und Bandleader Alexander Pfeiffer schreiben Arrangements und Kompositionen für Chor und Band auf Basis bestehender und manchmal bekannter Gospel-Songs. Die musikalische Gestaltung der Auftritte und die Arrangements lehnen sich stark an die lebhafte und emotionale Musik des traditionellen Black Gospel in den USA an. Dazu gehören auch Bewegungen und Choreografien des Chors, die freie Improvisation der Solisten sowie Aufforderungen an die Gemeinde/Konzertbesucher.

## Diskografie
- Singen ist Glückssache (EP, 2011)
- Time To Celebrate (Gospel im Osten & Friends, digitales Album sowie DVD mit Live-Mitschnitten, 2013)
- La Buena Vida (2014)
- My world needs you (2017)
- Songs from Messiah (2020)